# نباتية مسيحية

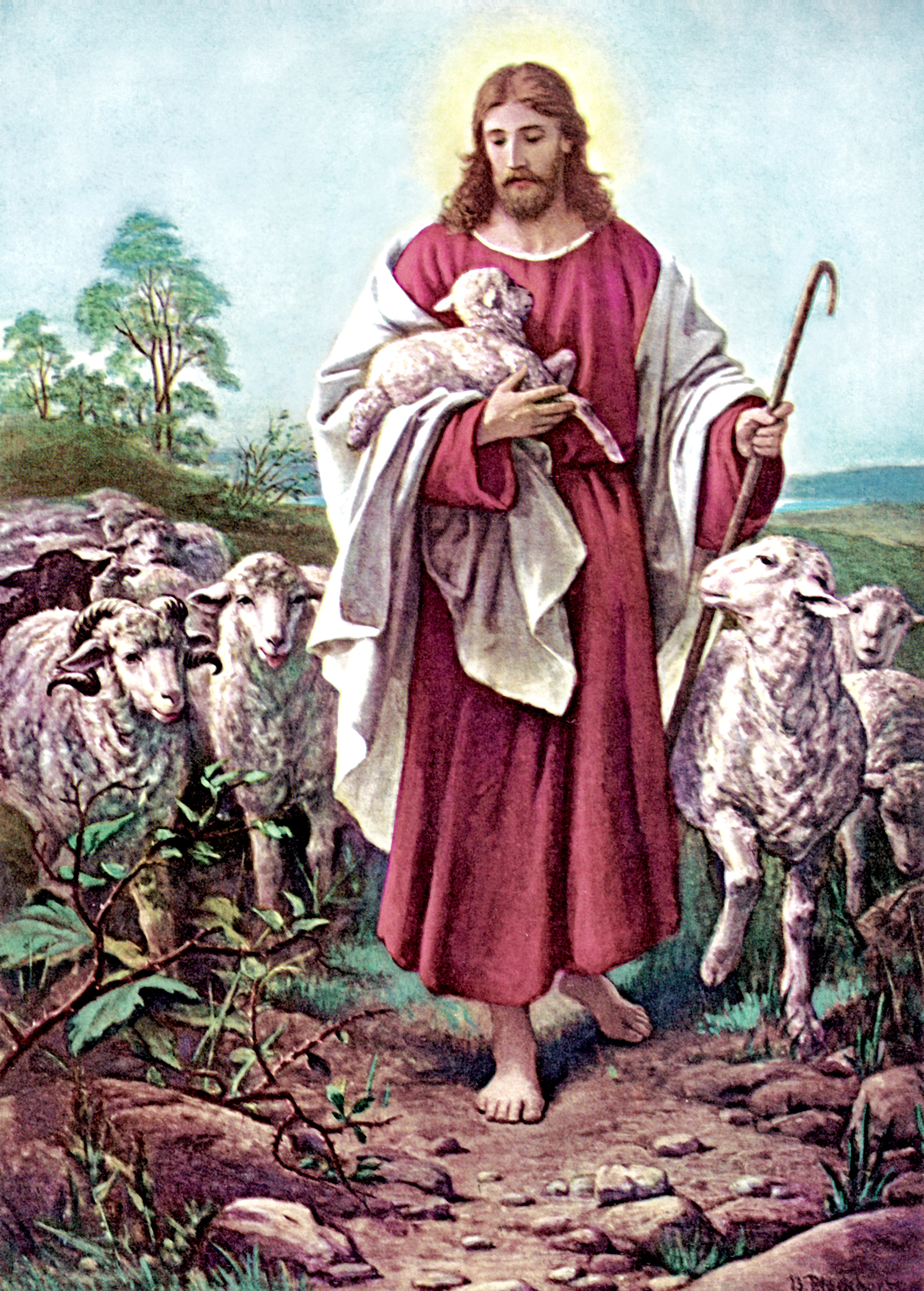

النباتية المسيحية هي الممارسة التي تستدعي اتباع أسلوب حياةٍ نباتية لأسبابٍ مرتبطة أو مستمدّة من الدين المسيحي. الأسباب الثلاثة الرئيسية تتعلّق باعتباراتٍ روحية وغذائية وأخلاقية. قد تشمل الأسباب الأخلاقية اعتبارًا يرتبط بخلق الله أو برعاية الحيوان (أو كلا الاعتبارين). وبالمثل، فإن النباتية المسيحية هي الامتناع عن استخدام جميع المنتجات الحيوانية لأسباب مرتبطة بالدين المسيحي أو مستمدّة من تعاليمه.
انتشرت النباتية في الكنيسة خلال مراحلها المبكرة، بين صفوف رجال الدين وعامّة الناس.
تلتزم بعض الطوائف الدينية لمختلف الكنائس المسيحية نباتية مسيحية صارمة، ومن ضمنها: الفرنسيسكانية، والرهبان الصامتون والرهبان القرطوسيون والسيترسيون. أوصى العديد من رؤساء الكنائس بالنباتية، ومن ضمنهم جون ويسلي (مؤسّس الكنيسة الميثودية)، وويليام وكاثرين بوث (مؤسّسي جيش الخلاص)، وويليام كاوهرد من الكنيسة المسيحية للكتاب المقدس وإيلين غوولد وايت من السبتيين. ساعد كاوهرد، الذي أسّس كنيسة الكتاب المقدّس المسيحية في عام 1809، في تأسيس أوّل جمعيةٍ نباتية في العالم في عام 1847.
تعمل منظمات مثل الرابطة المسيحية النباتية بنشاط على الترويج لهذا المفهوم.
بالإضافة إلى ذلك، قد يختار العديد من المسيحيين اتباع النباتية كذبيحة الصوم المقدّس خلال موسم الصوم الكبير.

## إسناد الكتاب المقدس
في حين أن النباتية المسيحية لم تكن الخيار الغذائي السائد طوال تاريخ الكنيسة، إلا أنه «هنالك تقليدٌ قديم من النباتية راسخ في التاريخ المسيحي». الشكلان الأبرز هما النباتية القائمة على الروحانية (إذ يُعتمد على النباتية كواحدة من الممارسات الزاهدة، أو كوسيلة للتبرّء من خطيئة الشراهة، أملًا بتقرّب المرء إلى الله) والنباتية القائمة على أساسٍ أخلاقي (إذ يجري تبنيها لأسباب أخلاقية؛ على سبيل المثال، تلك الأسباب المتعلّقة بمعاملة الحيوانات غير البشرية). عادةً ما تحمل النباتية الأخلاقية المسيحية (أو الخضرية) التزامًا بالادعاء المعياري بأن المسيحيين (على الأقل بعضهم) يجب أن يكونوا نباتيين. لهذا السبب، غالبًا ما يقدّم النباتيون الأخلاقيون المسيحيون تبريرات تستند إلى الكتاب المقدّس لموقفهم. في حين أن هناك نصوصٌ إنجيلية تدعم النباتية الأخلاقية، هناك أيضًا نصوصٌ أخرى يبدو أنها تُضمر بشرعية تناول لحوم الحيوانات أخلاقيًا.

## العهد القديم
أحد أبرز الآيات التي يستند إليها النباتيون المسيحيون هي رواية الخلق الأوّل في سفر التكوين. بعد خلق البشر، يخاطبهم الرب في الفصل 1، الآيات 29-30 على النحو التالي:
29 وَقَالَ اللهُ: «إِنِّي قَدْ أَعْطَيْتُكُمْ كُلَّ بَقْل يُبْزِرُ بِزْرًا عَلَى وَجْهِ كُلِّ الأَرْضِ، وَكُلَّ شَجَرٍ فِيهِ ثَمَرُ شَجَرٍ يُبْزِرُ بِزْرًا لَكُمْ يَكُونُ طَعَامًا. 30وَلِكُلِّ حَيَوَانِ الأَرْضِ وَكُلِّ طَيْرِ السَّمَاءِ وَكُلِّ دَبَّابَةٍ عَلَى الأَرْضِ فِيهَا نَفْسٌ حَيَّةٌ، أَعْطَيْتُ كُلَّ عُشْبٍ أَخْضَرَ طَعَامًا». وَكَانَ كَذلِكَ.
في هذه الآية، يصف الله اتباع نظام غذائيٍ نباتي ليس للبشر وحسب، بل لسائر الحيوانات البرية غير البشرية. يشير النباتيون والخضريون المسيحيون إلى أن هذا قد كان قائمًا عند الخلق -إذ تغذّت حينها جميع المخلوقات على النباتات- فقال الله «حَسَنٌ جِدًّا» في الآية 31. علاوة على ذلك، فإن الخلق الأوّلي لله كان خلقًا نباتيًا يوحي بأن هذه هي الطريقة التي أراد الله لجميع المخلوقات أن تتبعها. إن هذه الفكرة التي تتجلي في أن الله أراد لجميع مخلوقاته أن تأكل النباتات تُدعم أحيانًا من خلال الإشارة إلى أن رؤية «المملكة المسالمة» لدى إشعياء تشير إلى أن الله سيعيد الخلق يومًا ما إلى مثل هذه الحالة. يقول سفر إشعياء، إصحاح 11: 6-9:
6فَيَسْكُنُ الذِّئْبُ مَعَ الْخَرُوفِ، وَيَرْبُضُ النَّمِرُ مَعَ الْجَدْيِ، وَالْعِجْلُ وَالشِّبْلُ وَالْمُسَمَّنُ مَعًا، وَصَبِيٌّ صَغِيرٌ يَسُوقُهَا. 7وَالْبَقَرَةُ وَالدُّبَّةُ تَرْعَيَانِ. تَرْبُضُ أَوْلاَدُهُمَا مَعًا، وَالأَسَدُ كَالْبَقَرِ يَأْكُلُ تِبْنًا. 8وَيَلْعَبُ الرَّضِيعُ عَلَى سَرَبِ الصِّلِّ، وَيَمُدُّ الْفَطِيمُ يَدَهُ عَلَى جُحْرِ الأُفْعُوَانِ. 9وَيَلْعَبُ الرَّضِيعُ عَلَى سَرَبِ الصِّلِّ، وَيَمُدُّ الْفَطِيمُ يَدَهُ عَلَى جُحْرِ الأُفْعُوَانِ.
قال بعض النباتيين المسيحيين أن وجهة النظر الأخروية هذه تُبدي أسبابًا لتبنّي نظامٍ غذائي نباتي أو خضري هنا والآن. علاوةً على ذلك، كثيرًا ما أُشير إلى أن الهيمنة التي وُهبت للبشر على الحيوانات غير البشرية في سفر التكوين 1: 26-28 يجب أن تُفهم في ضوء سفر التكوين 1: 29-30 الذي يفرض حمية نباتية لجميع المخلوقات. غالبًا ما استُخدم سفر التكوين 1: 26-28، ويعترف بذلك النباتيون المسيحيون، لتبرير أكل لحوم الحيوانات. لكن هذا استخدام خاطئ، كما يقترحون. بمجرد الاعتراف بأن الله وهب البشر الهيمنة على الخلق، وأنه في الآية التالية فورًا، يصفُ للبشر حميةً نباتية، يصبح من الواضح أنه يجب فهم الهيمنة من خلال الطاعة: أي يُطلب من البشر أن يحكموا الخلق بمعنى الاهتمام به والسعي لتحقيق ازدهاره، تمامًا مثل الملك/ة الصالح/ة الذي/التي يسعى/تسعى إلى ازدهار عالمه/ا. في دراسة استقصائية لمؤلّفات الفقهاء حول المصطلحات العبرية ذات الصلة، أدرجت كارول جيه. آدامز قائمةً بكلمات مثل: يدير، ويحكم، ويرعى، ويعتني، ويربّي، ويقود كسُبلٍ محتملة لفهم الهيمنة، وتلاحظ أن السّمة المشتركة لهذه المفاهيم «هي رحمتها».